# Carl Norén
Carl Norén er en musiker fra Sverige.